# Hemistola hypnopoea
Hemistola hypnopoea är en fjärilsart som beskrevs av Louis Beethoven Prout 1926. Hemistola hypnopoea ingår i släktet Hemistola och familjen mätare. Inga underarter finns listade i Catalogue of Life.